# الرواية الأمريكية العظيمة (روث)
الرواية الأمريكية العظيمة (بالأنجليزية: The Great American Novel) هي رواية لـفيليب روث، نشرت في عام 1973.

## الملخص
تتعلق الرواية برابطة باتريوت، وهي رابطة بيسبول أمريكية خيالية، والمؤامرة الشيوعية الوطنية للقضاء على تاريخها لأنها أصبحت منظمة شيوعية مفتوحة بالكامل.

## الحبكة
قام فريق بورت روبيرت مونديز من نيوجيرسي بتأجير ملعبهم إلى وزارة الحرب في الولايات المتحدة في بداية موسم 1943 - ليتم استخدامه كنقطة أنطلاق للجنود - مما يجبر الرياضيين على اللعب كأول فريق دائم في الدوري. راوي الرواية هو «وورد» سميث، وهو كاتب عمود رياضي متقاعد يقضي عام 1943 في السفر مع المونديز.

## لاعبوا عصر الأستبدال
الشخصيات في قائمة المونديز تشابه لاعبين بديلين فعليين من حقبة الحرب العالمية الثانية، مثل لاعب الدفاع ذو اليد الواحدة بود باروشا (بيت غراي).

## الأستقبال الحاسم
في عام 2003, ناقد يو إس إيه توداي بوب مينزيشيمير أسمى العمل بـ«إحدى أعمال روث المعروفة قليلاً» وأضاف

كتب دانيال أوكرنت ذات مرة أنه إذا كان «40 % من الرواية الأمريكية العظيمة خارج نطاق السيطرة، فإن الباقي هو أنتصار تام. لقد حول روث براعة الخيال والأسطورة إلى درجة أعلى من الآخرين، وأنتهى به المطاف إلى عمل أكثر صحة للرياضة: كان يعرف هدفه، وأحبه بشدة، وعرف كذلك المبالغ التي يمكن أن يتحملها.»
وفاز روث، الذي اشتهر بشكوى بورتنوي والروائي الأمريكي، بميدالية الإنجاز في الخريف الفائت في جوائز الكتاب الوطني. في حفل الاستقبال، أخبرته كم استمتعت بالرواية الأمريكية العظيمة منذ حوالي 30 عامًا. ضحك وقال إنه عادة ما يكون أبناؤه الصغار في سن المراهقة المبكرة الذين يخبرونه بذلك. لكنه قال بأنه لا توجد رواية أكثر متعة في الكتابة.

## وصلات خارجية
- "Philip Roth is in the bullpen with 'Novel'", by Bob Minzesheimer, USA Today, March 13, 2003